# 成德 (葉赫氏)
成德（穆麟德轉寫：cengde；？—1802年），葉赫氏，清朝政治人物，满洲正蓝旗人，刑部尚書。
乾隆十九年（1754年），由文生员考取任內閣中書。后升任侍讀。乾隆二十九年（1764年），任戶部銀庫員外郎。乾隆三十二年（1767年），改任江西道監察御史。乾隆四十三年（1778年），任吏科掌印給事中。乾隆五十七年（1792年），任通政使司副使。乾隆五十八年（1793年），任太僕寺卿；乾隆五十九年（1794年）四月，任通政使。十月，为都察院左副都御史。乾隆六十年（1795年），任戶部右侍郎。十二月，授镶红旗汉军副都统。嘉慶元年（1796年），任工部左侍郎，充经筵讲官，调任镶黄旗满洲副都统。嘉慶二年（1797年），兼署理藩院侍部，改吏部右侍郎；同年任左都御史，兼镶黄旗蒙古都统。嘉慶四年（1799年）三月庚申，接替慶桂，擔任刑部尚書，调补镶黄旗汉军都统。次年，充崇文门副监督。嘉庆六年（1801年），改戶部尚書，由宗室祿康接任刑部尚書。二月学习入直军机处，四月，调镶蓝旗满洲都统。嘉庆七年（1802年）三月成德去世。谥号恪慎。有子葉赫嵩安、葉赫岳安。